# 凡西
凡西（英語：Fancy）是加勒比海島國聖文森特和格林納丁斯聖文森特島夏洛特區的一個城鎮，也是該國最北的聚居地，位於該島北海岸，靠近該國最北點。Owia位於凡西的東南部。